# Galeosoma vandami
Espèce
Galeosoma vandami est une espèce d'araignées mygalomorphes de la famille des Idiopidae.

## Distribution
Cette espèce est endémique du Nord-Ouest en Afrique du Sud,.

## Description
La femelle holotype mesure 18,5 mm.

## Liste des sous-espèces
Selon World Spider Catalog (version 14.0, 2013) :
- Galeosoma vandami vandami (Hewitt, 1915)
- Galeosoma vandami circumjunctum (Hewitt, 1919)

## Étymologie
Cette espèce est nommée en l'honneur de Gerhardus Petrus Frederick Van Dam.

## Publications originales
- Hewitt, 1915 : Descriptions of several new or rare species of Araneae from the Transvaal and neighbourhood. Annals of the Transvaal Museum, vol. 5, no 1, p. 89-100 (texte intégral).
- Hewitt, 1919 : Descriptions of new South African Araneae and Solifugae. Annals of the Transvaal Museum, vol. 6, no 3, p. 63-111 (texte intégral).